# Tekstilščiki (stanice metra v Moskvě, linka Bolšaja kolcevaja)
Tekstilščiki (rusky Текстильщики) je stanice moskevského metra na lince Bolšaja kolcevaja, která byla zprovozněna 1. března 2023 v rámci úseku Kachovskaja - Nižegorodskaja. V tento den byly slavnostně zprovozněny všechny dosud nezprovozněné stanice na této lince, provoz slavnostně spustil prezident Ruska Vladimir Putin. Stanice umožňuje přestup na stejnojmennou stanici Tagansko-Krasnopresněnské linky a stejnojmennou železniční zastávku obsluhovanou vlaky na lince MCD-2. Je pojmenována podle čtvrti, ve které se částečně nachází.

## Charakter stanice
Stanice Tekstilščiki se nachází na hranicích stejnojmenné čtvrti a čtvrti Pečatniki (Печатники) mezi ulicemi Volgogradskij prospekt (Волгоградский проспект), Ljublinskou (Люблинская улица) a Šossejnou (Шоссейная улица). Stanice disponuje dvěma vestibuly. Podzemní severní se nachází v blízkosti železniční zastávky a stanice metra na Tagansko-Krasnopresněnské lince. Zatím není k dispozici krytý průchod mezi oběma stanicemi, nadchod nad železniční tratí je právě ve výstavbě. Jižní povrchový vestibul se nachází v blízkosti Šossejné ulice.   
Design stanice je jednoduchý a minimalistický. Je založen na kontrastu mezi geometricky jednoduchými stěnami a podlahami a jejich barevném řešení a zároveň geometricky složité stropní skladbě nástupišť. Strop je nejvýraznějším prvkem stanice - je dvouúrovňový, z hliníkových panelů, světle modré osvětlení se odráží od vrchních panelů na zem. Tvar spodních panelů pak vizuálně vytváří geometrii tkalcovského stavu, což upomíná na název stanice. Nástupiště a vestibuly stanice jsou obloženy přírodními materiály. Podlahy jsou pokryty světle šedou žulou, stěny pak světlým mramorem a kovovými lištami.
Trať metra je zde vybudována v dvoukolejném tunelu, proto stanice Tekstilščiki má dvě boková nástupiště, jež jsou propojena s vestibuly prostřednictvím výtahů a eskalátorů, které však končí nad úrovní nástupišť. Zbytek musí cestující dojít po schodišti, nástupiště jsou propojena mostem.        